# Így neveld a sárkányodat (film, 2010)
Az Így neveld a sárkányodat (eredeti cím: How to Train Your Dragon) 2010-ben bemutatott amerikai 3D-s számítógépes animációs fantasy-kalandfilm, amely Cressida Cowell 2003-as azonos című könyve alapján készült, és az Így neveld a sárkányodat-trilógia első része. A 19. DreamWorks-film rendezői Chris Sanders és Dean Deblois, A forgatókönyvet William Davies írta, a zenéjét John Powell szerezte. A mozifilm a DreamWorks Animation gyártásában készült és a Paramount Pictures forgalmazásában jelent meg.
Az Amerikai Egyesült Államokban 2010. március 26-án, Magyarországon március 25-én mutatták be a mozikban. A film alapján egy animációs filmsorozat is készült, Sárkányok címmel. 2025-ben bemutatták a film élőszereplős változatát, Dean Deblois rendezésében.

## Cselekmény
|  | Alább a cselekmény részletei következnek! |

Hibbant-szigeten vikingek élnek. Életüket gyakorta sárkányok veszélyeztetik, amik felperzselik otthonaikat és ellopják állataikat, ezért ádázan harcolnak ellenük. A kétbalkezes főhős, Hablaty (az eredetiben: Hiccup, vagyis „Csuklás” a neve) a falu vezérének, Pléhpofának a fia, a kovácsműhelyben segédkezik. Harcolni nem engedik, mivel nincs kiképezve a sárkányok elleni harcra, ráadásul folytonos csetlés-botlásaival mindig csak bajt okoz. Ő azonban feltalál egy gépezetet, amivel a legrettegettebb, leggyorsabb sárkányt, az „Éjfúriát” titokban sikerül lelőnie. Ez a vikingek történetében még senkinek sem sikerült. Ám a vikingek nem hisznek neki, mert ki hinné, hogy egy Hablaty nevű satnya, mindig csak bajt okozó viking lőtte le azt a sárkányt, amit 300 év alatt senkinek sem sikerült.
Hablaty elindul az erdőbe, s annak mélyén talál rá a sárkányra, és azt gondolja, most, hogy megölte, a falu népe végre tisztelni fogja. Ám a lelőtt sárkány életben maradt. Hablaty képtelen megölni a védtelen, fogságba esett lényt, így elengedi őt. A megsérült sárkány azonban a lövés következtében elvesztette a farka végén lévő egyik darabot, amitől nem tud repülni. Fogságba esik egy erdei katlan mélyén. A napok múlásával egyre kiszolgáltatottabbá válik, így Hablaty próbálja gondját viselni. A kezdeti nehézségek után igencsak közel kerül a sárkányhoz. Fogatlannak nevezi őt el (bár később kiderül, hogy sárkánynak van foga, csak ezt képes visszahúzni az ínyébe). A farkáról letört darab helyébe Hablaty egy kiegészítőt fabrikál, aminek segítségével a sárkány újra a levegőbe tud emelkedni, de csak akkor, ha valaki irányítja valahogy. Hablaty véletlenül a farkán van éppen, amikor ez megtörténik, így egyedül meglovagolja sárkányt, aki ezáltal újra képes a repülésre.
Közben a faluban megkezdődik a viking gyerekek harcossá képzése. Hablatynak nincs ínyére a dolog, ám az apja kérésére ő is részt vesz a képzésben. Miközben folyik a képzés, Hablaty és sárkánya egyre jobban összeszoknak. Hablaty megismeri a sárkányokat, megtanulja milyen módszerekkel lehet leszerelni őket (pl. jó szó, simogatás stb.), és rájön, hogy a sárkányok sokkal barátságosabbak, mint mindenki gondolta volna. Az eltanult fortélyok segítségével hamar ő lesz a legtehetségesebb „harcos”, ami egyre közelebb viszi őt a végső próbatételhez, amikor is meg kell ölnie egy igazi sárkányt a falu színe előtt. Ezt azonban nem akarja megtenni, noha az apja számít rá, és Astrid, a falu legszebb és legügyesebb fegyverforgató lánya (Hablaty titkos szerelme) ugyancsak kezd felfigyelni rá.
A dolgok akkor vesznek váratlan fordulatot, mikor Astrid megtudja, hogy Hablatynak saját sárkánya van, és miközben együtt repülnek Fogatlan hátán, megtalálják a sárkányok titkos rejtekhelyét. Kiderül, hogy a sárkányok nem maguknak gyűjtenek élelmet, hanem egy sokkalta nagyobb sárkánynak, aki felfal mindenkit, ha nem gyűjtenek elegendő ennivalót.
Hamarosan véget ér az ifjú harcosok képzése, és jön a végső megmérettetés, de ennek elkerülésére Hablaty a békésebb módot választja. A falu népe nem érti a harc nélküli győzelmet, és a sárkányokkal való barátkozást, ezért közbeavatkoznak, a törzs főnökével az élen. A csata hevében megjelenik Fogatlan, aki Hablaty védelmére kel, de a falusiak végül elfogják őt. Hablaty elmondja az apjának, hogy megtalálta a sárkányok fészkét (amit a viking harcosok már évszázadok óta keresnek) de egyúttal arra kéri apját, ne zaklassa a sárkányokat, mert van egy óriási sárkány, ami hatalmas veszélyt jelent. Az apja nem érti, hogy a fia a sárkányok pártját fogja, megtagadja fiát, és sok viking hajóval, Fogatlannal és a seregével elindul a sárkányfészek felé (Fogatlant azért viszi, mert csak egy sárkány tudja megtalálni a fészket).
Amikor a vikingek elérik a fészket, szembetalálják magukat az óriási sárkánnyal, aminek legyőzéséhez szükségük van Hablaty és Fogatlan párosára, valamint azokra az ifjakra, akik az arénában gyakorlásra használt sárkányokon repültek a harcosok után. A közös csapatmunkának hála a hibbant-szigetiek győzelmet aratnak a hatalmas sárkány felett, annak legyőzése után úgy tűnik, hogy Hablaty is és Fogatlan is elesett a csatában. Csakhogy nem így történt, mert a sárkány a saját testével védte gazdáját, Hablaty pedig csak a bal lábszárát vesztette el. Ennek pótlására később tökéletes műlábat kap (hasonlóan Fogatlan pótolt műfarkához).
A film végén látjuk Hablaty és Astrid beteljesült szerelmét, Hablaty apja pedig kifejezi, hogy mennyire büszke a fiára. A vikingek és a sárkányok összeszoknak, és immár teljes békében élnek egymás mellett a faluban.
|  | Itt a vége a cselekmény részletezésének! |

## Szereplők
| Szereplő  | Eredeti hang             | Magyar hang     |
| --------- | ------------------------ | --------------- |
| Hablaty   | Jay Baruchel             | Hamvas Dániel   |
| Pléhpofa  | Gerard Butler            | Rosta Sándor    |
| Bélhangos | Craig Ferguson           | Besenczi Árpád  |
| Astrid    | America Ferrera          | Csifó Dorina    |
| Takonypóc | Jonah Hill               | Berkes Bence    |
| Halvér    | Christopher Mintz-Plasse | Morvay Bence    |
| Kőfej     | Kristen Wiig             | Berkes Boglárka |
| Fafej     | T. J. Miller             | Baráth István   |

## Televíziós megjelenések
- TV2